# Russell Dlamini
Russell Mmiso Dlamini (Manzini, 23 oktober 1973) is een politicus uit Swaziland (Eswatini) en sinds 7 november 2023 is hij premier van het land.

## Achtergrond
Russell Mmiso Dlamini werd geboren in Manzini, Eswatini (destijds bekend als Swaziland). Zijn moeder, Joanah (geboren Vilakati), is een gepensioneerde ambtenaar. Ze werkte als administratief medewerker bij de Central Transport Administration (CTA). Zijn overleden vader, Stephen Sipho Dlamini, werkte op het koninklijk kantoor.
Dlamini ging naar de kleuterschool in Siteki voordat zijn familie verhuisde naar Mbabane, waar hij begon op de Mangwaneni Primary School.
Na de middelbare school schreef Dlamini zich in aan de Universiteit van Swaziland (nu de Universiteit van Eswatini), waar hij een bachelor in landbouw behaalde op de Luyengo-campus. Vervolgens studeerde hij deeltijd aan de Universiteit van Zuid-Afrika (UNISA), waar hij zijn honours in ontwikkelingsadministratie en een master in duurzame ontwikkelingsplanning en -beheer voltooide.
Dlamini heeft nog andere certificaten behaald, zoals in Projectmanagement, Monitoring en Evaluatie en Prestatiemanagementsystemen. In oktober 2023 rondde hij een opleiding Senior Management Development af aan de Universiteit Stellenbosch.

## Carrière
Op zijn Facebook-pagina plaatste Dlamini een foto van zijn eerste baan als pompbediende bij een tankstation in Matsapha in 1992. Hij vertelde dat hij daar werkte kort na het afronden van de middelbare school, terwijl hij wachtte om aan zijn universitaire studie te beginnen. Na het behalen van zijn bachelordiploma werkte hij twee jaar als docent aan Masundvwini High School, zijn voormalige school, voordat hij aan de slag ging bij World Vision Swaziland. Via deze organisatie werkte hij in Zambia en later als Directeur Geïntegreerde Programma’s in Rwanda.
Daarnaast heeft Dlamini gewerkt als managementconsultant bij Virtue Consulting in Zuid-Afrika. In november 2015 werd hij benoemd tot CEO van het National Disaster Management Agency. Voor zijn aanstelling als premier was Dlamini een senior pastor bij de Nhlambeni Apostolic Faith Mission (AFM).

## Premier van Eswatini (2023-heden)
Dlamini kreeg nationale bekendheid toen koning Mswati III hem op 3 november 2023 tijdens Sibaya (het volksparlement) aankondigde als de nieuwe premier. Dit gebeurde na dagen van speculatie over wie de koning zou benoemen. Hoewel Dlamini vóór zijn benoeming CEO van het National Disaster Management Agency was, was hij een relatief onbekende figuur in de Swazische samenleving.
Dlamini verscheen voor het eerst op het politieke toneel op 26 oktober 2023 op dezelfde locatie (Sibaya), waar hij als panellid een presentatie gaf tijdens openbare consultaties die door de koning waren georganiseerd.
Zijn benoeming vond plaats na de parlementsverkiezingen van september 2023. Volgens de grondwet van Eswatini moeten alle leden van het kabinet, inclusief de premier, lid zijn van het parlement voordat ze tot het kabinet kunnen toetreden. Door de benoeming van de koning werd Dlamini automatisch een aangesteld parlementslid. Op 6 november 2023 werd hij beëdigd als lid van de House of Assembly, en de volgende dag werd hij in het kabinet officieel beëdigd als premier.
De ambtstermijn van de premier, evenals die van het parlement, bedraagt vijf jaar.